# Сибиряк (Болотнинский район)
Сибиря́к — посёлок в Болотнинском районе Новосибирской области России. Входит в состав Светлополянского сельсовета.

## География
Площадь посёлка — 15 гектаров.

## Население
| 2002 | 2007 | 2010 |
| ---- | ---- | ---- |
| 227  | ↘217 | ↘187 |

## Инфраструктура
В посёлке по данным на 2007 год функционируют 1 учреждение здравоохранения, 1 образовательное учреждение.